# Hallyburton House

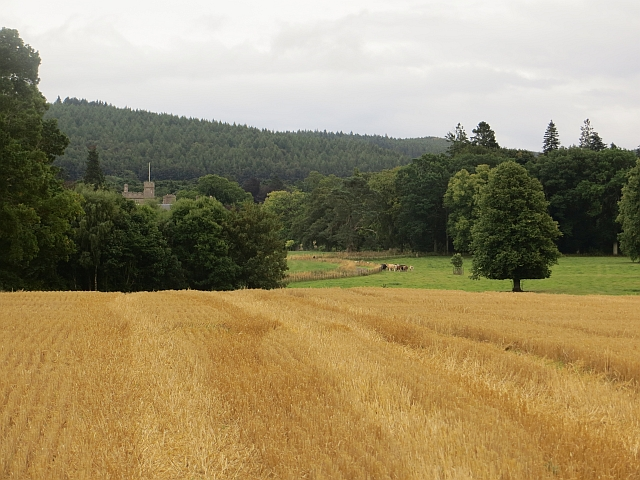
Hallyburton House im Hintergrund

Hallyburton House ist ein Herrenhaus nahe der schottischen Ortschaft Kettins in der Council Area Perth and Kinross. 2010 wurde das Bauwerk in die schottischen Denkmallisten in der höchsten Denkmalkategorie A aufgenommen. Des Weiteren bildet es zusammen mit verschiedenen zugehörigen Bauwerken ein Denkmalensemble der Kategorie A. Die zugehörige Sonnenuhr ist separat als Kategorie-A-Bauwerk klassifiziert.

## Geschichte
Die Keimzelle von Hallyburton House entstand in den 1680er Jahren. Vermutlich wurde das Herrenhaus im Laufe des 18. Jahrhunderts und um die Mitte des 19. Jahrhunderts überarbeitet. Charles Gordon, 11. Marquess of Huntly veräußerte das Anwesen im Jahre 1879 an den Whiskyindustriellen Graham Menzies. Der Kaufpreis betrug 235.000 £. Menzies beauftragte Andrew Heiton mit der umfassenden Überarbeitung von Hallyburton House, die zwischen 1880 und 1884 ausgeführt wurde. Zuletzt überarbeitete und erweiterte Robert Lorimer das Herrenhaus im Jahre 1903. Der Nordostflügel wurde 1988 abgebrochen.

## Beschreibung
Hallyburton House steht inmitten eines weitläufigen Anwesens rund 700 m östlich von Kettins. Das große, tudorgotische Herrenhaus ist in Gärten eingebettet. Von der nordwestexponierten Hauptfassade des zweistöckigen Gebäudes ragt ein dreistöckiger Turm mit einem höheren Treppenturm im Innenwinkel auf. Die Fassaden sind mit Maßwerken und tudorbogigen Gebäudeöffnungen ausgestaltet.

## Sonnenuhr
Die im rückwärtigen Garten befindliche Sonnenuhr stammt vermutlich aus dem 17. oder frühen 18. Jahrhundert. Sie ist als dorische Säule auf einer niedrigen Plinthe gestaltet. Während die Nordseite der Säule schmucklos ist, sind die übrigen Seiten mit Gnomonen verschiedener Größen und Markierungen ausgestaltet. Darauf ruht ein Steinwürfel mit halbkugelförmigen Aussparungen und Markierungen und einem Gnomon je Fläche. Der oberste Abschnitt der Sonnenuhr zeigt Distelmotive. Keramikfliesen mit der Jahresangabe 1865 umgeben das Bauwerk.